# Вирхов, Ганс
Ганс Ви́рхов (нем. Hans Virchow; 10 сентября 1852, Вюрцбург — 10 мая 1940, Берлин) — немецкий врач и преподаватель высшей школы.

## Биография
Сын Рудольфа Вирхова Ганс Вирхов обучался медицине в Берлинском, Боннском, Страсбургском и Вюрцбургском университетах. В 1875 году защитил докторскую диссертацию в Берлине. В 1877—1882 годах работал ассистентом, затем прозектором в Анатомическом институте Вюрцбургского университета, где габилитировался в 1882 году в анатомии. В 1889—1917 годах Ганс вирхов служил экстраординарным профессором анатомии в Берлинском университете имени Фридриха Вильгельма, а в 1917—1922 — почётным профессором. Одновременно в 1886—1920 годах Ганс Вирхов преподавал анатомию в Берлинской высшей школе изобразительных искусств.
В 1887 году Вирхова приняли в Леопольдину. Трижды избирался председателем основанного отцом Берлинского общества антропологии, этнологии и древней истории.